# Воленко Антон Дмитрович
Анто́н Дми́трович Воле́нко — український військовик, десантник, старший солдат Збройних сил України, учасник російсько-української війни.

## Життєпис
Народився 1995 року в місті Оріхів Запоріської області .
Восени 2013 вступив на військову службу за контрактом.
Механік-водій батареї артилерійської групи 25-ї окремої Дніпропетровської повітрянодесантної бригади ВДВ, військова частина А1126, смт Гвардійське.
З весни 2014 брав участь в антитерористичній операції на Сході України.
19 червня о 4:00 почалась військова операція, метою якої було висування в глибину території, знищення укріплень бойовиків в районі смт Ямпіль та звільнення населених пунктів. З Красного Лиману вирушили підрозділи десантників, яким було поставлене завдання взяти штурмом укріплений блокпост «Марс» російсько-терористичних угруповань, провести «зачистку» в передмісті Ямполя, захопити та утримувати ключові точки, зокрема міст через Сіверський Донець. На світанку сили зведеного штурмового загону десантників вийшли виконувати завдання за підтримки артилерії. Перший штурм був невдалим, — десантники потрапили у засідку. Терористи пропустили дві машини колони і підірвали на керованому фугасі третю — машину управління 1В119 «Реостат», за кермом якої перебував старший солдат Воленко. В результаті вибуху командир батареї Роман Прищепа дістав поранення у шию, механіку-водію Антону Воленку відірвало руку, вибухом його викинуло з кабіни, старший сержант Максим Коваль дістав осколкові поранення, інші — контузії. Під час наступного обстрілу Максим Коваль загинув від кулі снайпера, разом із санінструктором Андрієм Литвиненком, молодший сержант Сергій Колитюк, який надавав допомогу Ковалю, дістав кілька кульових поранень. У підбитому з гранатомету КамАЗі зенітників загинув начштабу дивізіону Андрій Клочко і ще один десантник. Було втрачено дві БМД-1. Після півторагодинного бою довелось відступити. На допомогу вилетіла пара Су-25. Перегрупувавшись, поповнивши боєкомплект, десантники знову пішли на штурм. Спільними зусиллями, блокпост був взятий. У бою загинули шість бійців 25-ї бригади: капітан Андрій Клочко, старший прапорщик Юрій Голополосов, прапорщик Микола Люшенко, старший сержант Максим Коваль, молодший сержант Віталій Мосьпан і солдат медроти Андрій Литвиненко, а також двоє десантників 95-ї бригади капітан Олексій Крементар і старший солдат Олексій Шевченко.
Звільнення населених пунктів Лиманського району (на той час — Краснолиманський район) і взяття під контроль мосту дозволило перекрити останній шлях постачання зброї та боєприпасів до угруповання російського терориста Гіркіна («Стрєлка») у Слов'янськ.
Старшому солдату Воленко польовий лікар надав першу допомогу, в подальшому був евакуйований у Військово-медичний клінічний центр Північного регіону в Харків. Весь цей час перебував у свідомості, упросив лікаря не ампутувати руку. Діагноз: комбіноване осколкове вогнепальне поранення правої руки, — втрата м'язів, роздроблення кістки з втратою уламків; опіки 2-го ступеня обличчя, рамена, шиї, сліпі ушкодження м'яких тканин голови, закрита черепно-мозкова травма, контузія, численні осколкові поранення обох ніг та стегон, перебиття обох барабанних перетинок. В Києві фахівці Головного військово-медичного клінічного центру «Головний військовий клінічний госпіталь» Міноборони провели низку операцій.
Лікарям вдалося врятувати праву руку, роздроблену вибухом, переніс 7 операцій — остання по пересаджуванню шкіри на руці. Проходить реабілітацію в Ірпінському військовому госпіталі.

## Нагороди
26 липня 2014 року — за особисту мужність і героїзм, виявлені у захисті державного суверенітету та територіальної цілісності України, відзначений — нагороджений орденом «За мужність» III ступеня.